# Харитонов, Валерий Георгиевич
Валерий Георгиевич Харитонов (род. 7 мая 1939, Москва) — советский и российский художник-живописец, сценограф и драматург.

## Биография
Первые уроки живописи получил от матери, художницы Лины (Ангелины) Васильевны Порхуновой. В 1950—1957 учился в Московской средней художественной школе (МСХШ), а в 1957—1962 на художественно-постановочном факультете ВГИКа. После первых студенческих работ в качестве сценографа на сцене учебного театра ВГИКа (Трёхгрошовая опера Б. Брехта, актёрская мастерская народного артиста СССР Б. А. Бабочкина), приглашается в Малый театр, где как художник-постановщик оформляет спектакли: «Разбойники» Ф. Шиллера (1969), «Человек и глобус» (В. Лаврентьева) 1970, «Каменный хозяин» (Л. Украинки) 1971, «Яков Пасынков» (по И. Тургеневу) 1982.
Работа над спектаклем «Тихий Дон» по М. Шолохову (инсценировка и постановка Б. Бабочкина, Малый театр) была в 1967 остановлена на стадии сценических репетиций по причине излишне «кровавой» трактовки романа, декорации к спектаклю уничтожены.
В 1983—1985 годах в Паневежском драматическом театре оформил совместно с братом, Александром Харитоновым, художником и архитектором, спектакли «Три сестры» А. Чехова и «Обыкновенная история» И. Гончарова.
Член МОСХа с 1967 года, в 1967—1984 постоянный участник выставок театральных художников России. Начиная с 80-х, творческая биография почти полностью связана с живописными и графическими циклами по мотивам «Божественной Комедии» Данте, — выставить которые художник полностью смог только в Италии (Палермо, 1988) на своей персональной выставке, — а также с последующими циклами: «Античный», «Библейский», «Последние и первые», «Песнь песней», «Огонь, заключенный в костях», где продолжает разрабатывать собственный стиль «мистерического экспрессионизма», в котором пластический образ, метафора формируется Словом. Термин введён искусствоведом Сергеем Кусковым для античных и библейских циклов Харитонова в статье «Мистерия преображения и пространство света».

## Выставки
- 1990 — Сан Карло (Милан)
- 1991 — Лютеция (Париж)
- 1991 — Конкорд Лафайет (Париж)
- 1997 — Кардасидис АРТ (Афины)
- 1998 — Залман Галери(Нью-Йорк)
- 2000 — ИнтерАРТ (Хантингтон, США)

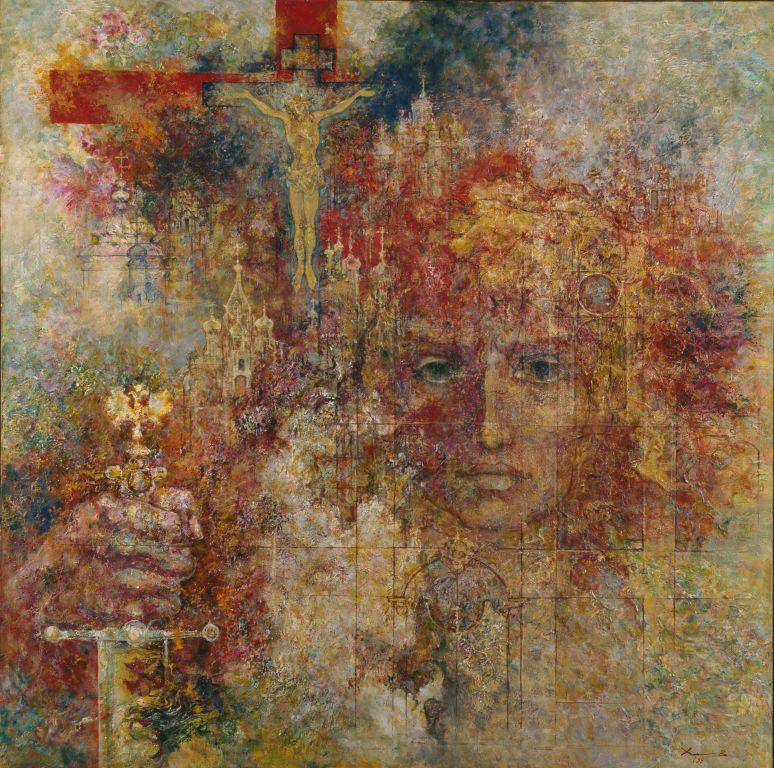
Валерий Харитонов. Сим победиши. 1998

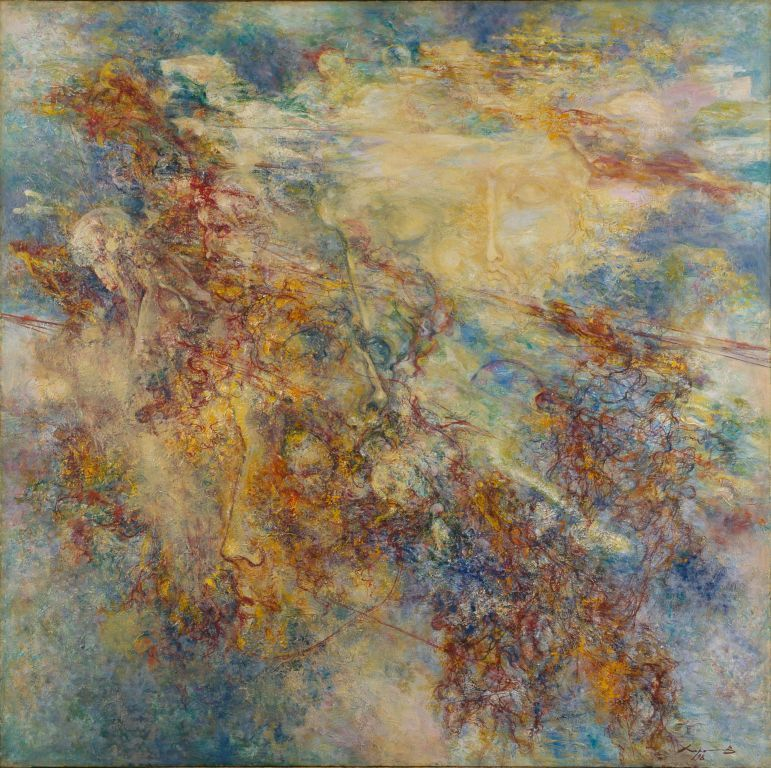
Валерий Харитонов. Невидимое вечно. 1998

- 2000 — Выставка современного русского искусства (Джерси-Сити, США)
- 2002—2010 — постоянный участник выставок Арт-Манеж (галереи «Кино» и «Новый Манеж»)
- 2014 — «Вне канона» (Москва, Санкт-Петербург, Нижний Новгород, Смоленск)[2]

Основные персональные выставки
- 1986 — Москва. Выставочный зал Союза художников России
- 1988 — Палермо. Выставочный зал Муниципальной библиотеки
- 1989 — Гориция (Италия). Международная ярмарка
- 1993 — Москва. Выставочный зал МОСХ на Кузнецком мосту (совместно с Александром Харитоновым)
- 1994 — Москва. Болгарский культурный центр
- 1995 — Москва. Галерея «Нагорная» (совместно с Александром Харитоновым)
- 1996 — Дом Дружбы.(к 50-летию Итальянской Республики)
- 1997 — Выставка в Совете Федерации Федерального Собрания Российской Федерации
- 1998 — Афины. Галерея «Кардасидис АРТ»
- 2001 — Москва. Выставочный зал «Тушино» (совместно с Александром Харитоновым)
- 2004 — «Живопись — пространство света», Москва. Новый Манеж[3] (совместно с Александром Харитоновым)
- 2004 — Галерея «Шазина»[4]
- 2005 — Московский музей современного искусства («Пространство Слова»)[5]
- 2007 — Москва. Межконфессиональный культурный Центр «Покровские ворота»
- 2007 — Афины. Галерея «Кардасидис АРТ»
- 2008 — Москва. Выставочный зал ГосНИИ реставрации. Собрание Александра Ващенко[6]
- 2010 — Москва. Галерея Эритаж[7][8]
- 2011 — Москва. Музей декоративно-прикладного искусства: Московский проект «Имени Твоему»[9][10][11]
- 2011 — Вена. «Dantes Vision», Музей Собора Св. Стефана. Международная выставка, посвящённая Данте: пять персональных экспозиций художников XX века из пяти стран совместно с ретроспекцией Сандро Боттичелли: Теодор Целлер[нем.] (Австрия), Маркус Валацца (Италия), Роберт Хаммерштиль (ФРГ), Валерий Харитонов (Россия) и Роджер Робертс (США)[12][13][14][15][16]
- 2012 — Ватикан. «Имени Твоему» Палаццо делла Канчеллерия (экспозиция была размещена в залах того же Дворца, где одновременно проходила выставка Леонардо да Винчи)[17][18][19][20][21]
- 2012 — Рим. Российский центр науки и культуры (РЦНК)[22]
- 2014 — Москва. Межконфессиональный культурный Центр «Покровские ворота»[23]
- 2024 — Сергиев Посад. «Имени Твоему» Сергиево-Посадский государственный историко-художественный музей-заповедник[24][25][26][27][28]

Выставка в Ватикане, организованная итальянской стороной, получила уже на стадии её подготовки (17.10.2008) поддержку Патриарха Московского и Всея Руси Алексия II, написавшего в своём приветствии:

Валерий Харитонов, как православный христианин, черпает своё вдохновение из Священного Писания и церковной истории. Надеюсь, что выставка его картин в Риме поможет нашим современникам на Западе лучше познакомиться с новым художественным творчеством в России, передающим от сердца к сердцу искания истины, размышления о Боге и человеке. Полагаю, что выставка станет одним из знаков православно-католического сотрудничества в совместном свидетельстве о христианских основах европейской культуры.
Председатель Папского Совета по культуре кардинал Джанфранко Равази, под патронатом которого проходила выставка, в своем обращении к художнику накануне вернисажа (3.04.2012) писал: 

Я по-настоящему рад, что теперь в Риме, в столь высокозначимом месте, как Palazzo della Cancelleria, состоится выставка под названием «Имени Твоему», представляющая ряд наиболее значимых и характерных для Вашего творчества картин. Эта выставка позволит прежде всего выразить внутренний путь и дать обзор — в современном ключе — мотивов иконографических тем, связанных с великими культурными, религиозными и художественными традициями Востока и Запада. В Ваших работах, по сути, одновременно просматривается духовное влияние русского Православия и христианское предание Запада, при этом типологически разные художественные формы взаимодополняются и почти накладываются друг на друга, создавая новые, впечатляющие образы
Кардинал Поль Пупар, Почетный Президент Папского Совета по культуре, историк церкви, богослов. Из выступления на открытии выставки «Имени Твоему» в Ватикане 14 мая 2012:

В нашем эстетствующем обществе, в котором кажущееся преобладает во всех сферах жизни, восхитительное творчество Валерия Харитонова отсылает нас к собственной гуманистической идентичности. В его работах красота возвращается к своей фундаментальной, присущей ей роли в книге Бытия, и в устах Создателя превращается в чудесное утверждение, обращенное к только что Им сотворённому: «И увидел Бог, что это хорошо». Что отсылает к прекрасному утверждению Павла Евдокимова: «Не знание освещает Чудо, а Чудо освещает знание». В этом и состоит классический стиль дантового цикла Валерия Харитонова, который он сам характеризует как «мистерический экспрессионизм»… Так, благодаря искусству Валерия Харитонова, мы видим живой мост красоты между католической и православной церквами, как сердце тысячелетней европейской культуры, обогащённой дантовским видением Бога и человека на трудном пути от потерянного Рая к Раю, вновь обретённому. С Христом, лик Которого одновременно божественный и человеческий, столь великолепно изображен нашим гениальным художником на холсте, который он сам назвал словами Иисуса из Евангелия: «Я с вами во все дни до скончания века».

## О художнике
В работах Харитонова происходит радикальное переосмысление и даже порою подрыв матриц и парадигм закатной живописи Запада. В полые формы экспрессионизма вселяется совсем иная, по сути сверхличная и сверхрациональная Неведомая Сила, восточно-христианская по своему воздействию и творящей мощи.
— Сергей Кусков, искусствовед. («Мистерия Преображения и пространство Света», — Валерий Харитонов «Перед белым холстом,» ЛЕТО, 2001)

Уже в ту пору — пору работы над триптихом по мотивам Данте — художник понял самое главное. И это главное вообще-то исподволь определило его уникальное место в современной живописи. Его путь художника — идти за Словом, за Предвечным библейским Словом. Именно Слово для художника Валерия Харитонова стало тем проводником, что определило и его живописный стиль, и звучание его красок. Художник и в самом себе удерживал тот самый Свет Евангельский, которым более двух тысяч лет тому назад было просвещено человечество— Капитолина Кокшенёва, литературный и театральный критик, доктор филологических наук

Родословные корни Валерия Харитонова — в античности, в русской православной мистике. Они — в платоновских идеях бессмертия души, в эпической утяжелённости форм, в тяготении к канонической простоте и ордерной завершённости. Мистерический экспрессионизм Валерия Харитонова — это вариации состояния взорванного времени, в котором художник ищет нити порушенной связи человека с Творцом, это и неизбежность апокалиптических мотивов, но без традиционно-трагического их крещендо.
— Владимир Немухин, художник. (Валерий Харитонов "Перед белым холстом" (альбом) изд. ЛЕТО, 2001)

Работы Валерия Харитонова зиждутся на очень прочной основе, чьими главными слагаемыми являются высокопрофессиональная выучка и бесконечное уважение наследия великих мастеров прошлого. Изучив досконально древнерусские фрески и иконы, шедевры итальянских мастеров XIII—XVI веков, лучшие создания русских и западноевропейских живописцев нового времени, он создал самобытные, глубоко осмысленные серии работ, отличающиеся элитарным изобразительным языком, обращённые не к одному лишь узкому кругу посвящённых, но и доступные всем чувствующим проникновенное и возвышенное художественное мировосприятие творца.
— Савва Ямщиков, искусствовед. «Завтра» №12, 19 марта 2008

В творчестве Валерия Харитонова искусство Итальянского Возрождения встречается с православной традицией иконы. В его работах — поиск общих корней культуры. Так во встрече с традицией, с Писанием художник находит своё настоящее лицо.— Жан–Франсуа Тири, директор межконфессионального Культурного центра "Покровские ворота"

Если подобием Божиим считать проявление Образа (онтологического духовного дара), представляя его как процесс, то экспрессионистическая пластика В. Харитонова абсолютно оправдана с точки зрения богословия. Широко применяя эффект «отслаивания» контура, доведённый им до совершенства, художник показывает динамику и многосложность уподобления Божьему лику одной, нескольких, а иногда целого роя человеческих личностей.
— Роман Багдасаров, религиовед. «За порогом» (сборник) М., ЮС–Б, 2007

На выставке «Видение Данте. Через Ад к Свету» В Соборном музее Вены картины русского художника Валерия Харитонова (*1939) иллюстрируют впечатляющим образом зловещее видение Ада… «Божественная Комедия» является одним из величайших произведений человеческой мысли, и, вместе с тем, как тому восторгался теолог Романо Гуардини, — совершеннейшим образом синтезирует в себе тысячелетие всей западноевропейской истории. Подобным удачным синтезом также стоит признать и экспрессионистские картины Харитонова, вдохновленные также и тенденциями русского ортодоксального мистицизма. Семь его работ, представленных на данной широкомасштабной выставке, считаются лучшими, и вместе с тем каждая из них обладает своими отличительными свойствами.
— Норберт Майер, Die Presse. Wien, 21 juni, 2011

Валерий Харитонов как будто ищет решения загадки всемирной истории. Он пытается вызвать к жизни те ушедшие в почву пласты, которые обозначили центральную мистерию мировой истории. Карл Ясперс связывал эту мистерию с так называемым Осевым временем, Axenzeit. Так обозначил немецкий мыслитель ту эпоху, когда в недрах античной (вроде бы языческой, но идущей к единобожию) культуры, мысли, искусства вызревали зёрна и ростки новой цивилизации — христианской.
— Антонио Черизи. «Собрание» №1, 2012

## Работы находятся в собраниях

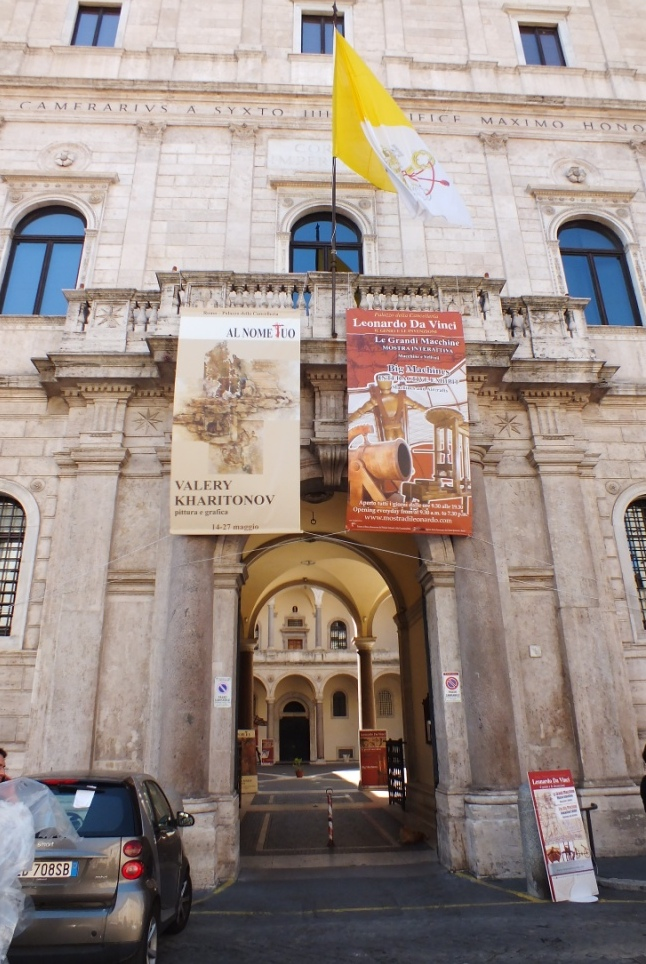
Арка Palazzo della Cancelleria. Выставки Леонардо да Винчи и Валерия Харитонова. Рим — Ватикан. 2012

- Музеи Ватикана, коллекция современного искусства Апостольского Дворца Ватикана (Palazzo Apostolico)
- Папский Совет по культуре Святого Престола (Рим)
- Международный Центр «Comunione e Liberazione» (Рим)
- Московский музей современного искусства
- Государственный центральный театральный музей им. А. А. Бахрушина
- Музей современного русского искусства (Джерси-Сити, США)

Межконфессиональный культурно-просветительский центр «Покровские ворота» (Москва)
А также в частных коллекциях:
- Королевы Испании Софии (Мадрид), Экс-Генерального секретаря ООН Х. Переса де Куэльяра (Нью-Йорк), Собирателя русского искусства Ионниса Кардасидиса (Афины), Кардинала Поля Пупара (Рим)

## Драматургия
Пьесы
- «Берег Леты» — 1975
- «Превозможет любовь» — 1980
- «Дом под липами» — 2015

Постановки
- «Дом под липами» — 2016 (ЦДР сцена на Поварской улице) режиссер Всеволод Аравин

Рецензии
- «Заложники безвременья и страсти» — Александр Водолагин, Литературная газета № 13 2017[32]
- «На столичную сцену вернулась психологическая драма» — Елена Екатерининская, «Культурная дипломатия» в Онлайн-журнале МИДа «Международная жизнь»[33]
- «Разрыв шаблонов в Доме под липами» — Елена Дуда, Комсомольская правда 27 мая 2016[34]
- «Возвращение в Эдем не состоялось?» Мария Михайлова, Ирина Сушилина — журнал «Современная драматургия» № 4 2016[35]
- «„Дом под липами“ ищите на Поварской» — Вечерняя Москва[36]

## Общественная деятельность
С 1990 — вице-президент Общества дружбы СССР — Италия, а после 1994 — Ассоциации делового и культурного сотрудничества с Италией.
1994—2000 — член общественного Комитета «За нравственное возрождение Отечества», возглавляемого протоиереем Александром Шаргуновым.
2003—2005 — член экспертного совета сборника «Русская Доктрина» (Сергиевский проект) (Москва 2005), созданного под эгидой Центра динамического консерватизма. По данным Экспертного сообщества Global intellect Monitoring этот сборник признан одним из наиболее выдающихся интеллектуальных продуктов (4-я позиция в рейтинге).

## Основные публикации
- 1992 — Воскресенье (international edition) — № 4.
- 1993 — Joint Ventures — № 1.
- 1994 — «Москва». Журнал русской культуры — № 2.
- 1996 — «Москва». Журнал русской культуры — № 6.
- 1999 — Урания — № 2.
- 1999 — Волшебная гора.
- 2000 — Человек — М.: «Наука» — № 5.
- 2001 — Валерий Харитонов. «Перед белым холстом» (альбом). — М.: Лето.[37]
- 2002 — Капитолина Кокшенёва. Самые знаменитые живописцы России. — М.: Вече.
- 2002 — generation. Эгоист — № 2.
- 2003 — Московский обозреватель — № 5.
- 2004—2007 — Арт-Манеж (ежегодные сборники).
- 2006 — Пространство современного АРТа. — М. Галерея «Импрессио Арт».
- 2005—2011 — Искусство России (ежегодные сборники).
- 2006 — Антикватория — № 3.
- 2006 — ДИ. Декоративное искусство — журнал Московского музея современного искусства. — № 2.
- 2006 — Женский образ в мировом искусстве. — М.: Импрессио арт.
- 2007 — Реализм XXI века. — М.: Сканрус.
- 2007 — Р. Багдасаров «За порогом». — М.: ЮС-Б;
- 2008 — Традиция и современность. — М.
- 2008 — Музей друзей. Собрание Саввы Ямщикова. — М.: ООО ИД Сантал.
- 2009 — Владимир Климов. «Сюрприз» — М. "Агентство «Бизнес-Пресс».
- 2010 — СВОЙ. № 2. — М.[38]
- 2011 — Валерий Харитонов. «Имени Твоему» (альбом). — М.: Даръ.
- 2011 — Галерея. Иллюстрированная газета изящных искусств. — № 11.
- 2011 — Московская правда. — 22 окт.
- 2012 — Русское искусство XIX—XXI в. — М.: Эритаж.
- 1998 — Unknown Russia. Museum of Contemporary Russian Art. — Jersey City.
- 2010 — Βαλερι Χαριτονοβ. Γκαλερι Ιρισ. — Αθηνα.[39]
- 2011 — DANTES Vision. Durch die Holle zum Licht. — Wien.
- 2011 — Die Presse. — Wien, 20 juni.[40]
- 2012 — LA NUOVA EUROPA rivista internazionale di cultura <R.C.Edizioni>. — № 3.[41]
- 2012 — ZENIT.org — Il mondo visto da Roma. — 15 Maggio.[42]
- 2012 — L’Osservatore Romano <citta del Vaticano>. — 6 giugno.
- 2012 — TRACCE (rivista internazionale di Comunione e liberazione Roma). — maggio.
- 2017 — «Наука и религия», № 1, — Валерия Дараган, «В поисках утраченного Рая».